# Cerro Grande (Patagonia)
El cerro Grande es una montaña casi totalmente cubierta de hielo dentro de la zona en litigio entre Chile y Argentina en el campo de hielo patagónico sur.
Forma parte del parque nacional Bernardo O'Higgins en su lado chileno y del parque nacional Los Glaciares en su lado argentino, administrativamente se encuentra en la región de Magallanes y de la Antártica Chilena en su lado chileno y en la provincia de Santa Cruz en el argentino. Se encuentra a 2751 metros sobre el nivel del mar.
La expedición de la Sociedad Científica Alemana de 1916, dirigida por Alfredo Kölliker, fue la responsable de la denominación de esta montaña. Fueron los responsables de la primera cartografía precisa de los flancos sur y oeste del macizo.
El equipo de Kölliker consiguió llegar al paso Túnel subiendo a él desde la laguna Toro. Desde allí tuvieron una buena vista del macizo de Adela y pudieron identificar y nombrar una serie de cumbres desconocidas hasta entonces. Fueron los primeros en asomarse al "valle del Torre", al que bautizaron como "valle Fitz Roy" (su nombre no se mantuvo).
Cesare Maestri, Marino Stenico y Catullo Detassis realizaron la primera ascensión en 1958.